# Joaquim da Costa Rebocho
Joaquim da Costa Rebocho CVSE (Vila Real de Santo António, Algarve, 21 de Junho de 1912 – Faro, Algarve, 2003) foi um arquitecto, professor e pintor português.

## Biografia

### Nascimento e formação
Joaquim da Costa Rebocho nasceu na localidade de Vila Real de Santo António, no Distrito de Faro, em 21 de Junho de 1912. Ainda durante a sua juventude teve contacto com vários artistas de ideais progressistas e democratas, como o poeta António Vicente Campinas.
Licenciou-se em pintura na Escola Superior de Belas-Artes de Lisboa, tendo sido discípulo de Veloso Salgado. No entanto, devido à sua educação liberal, Joaquim Rebocho rejeitou os ideias nacionalistas daquele estabelecimento de ensino, especialmente as Missões Estéticas de Férias, um sistema de estágios onde os artistas deviam trabalhar segundo as orientações estéticas e políticas do Estado Novo. Por esse motivo, abandonou a sua missão, que estava a cumprir em Viana do Castelo, tendo a situação sendo abafada pela Escola Superior para evitar um escândalo, que o aprovou ainda assim. Frequentou depois o curso de arquitectura.

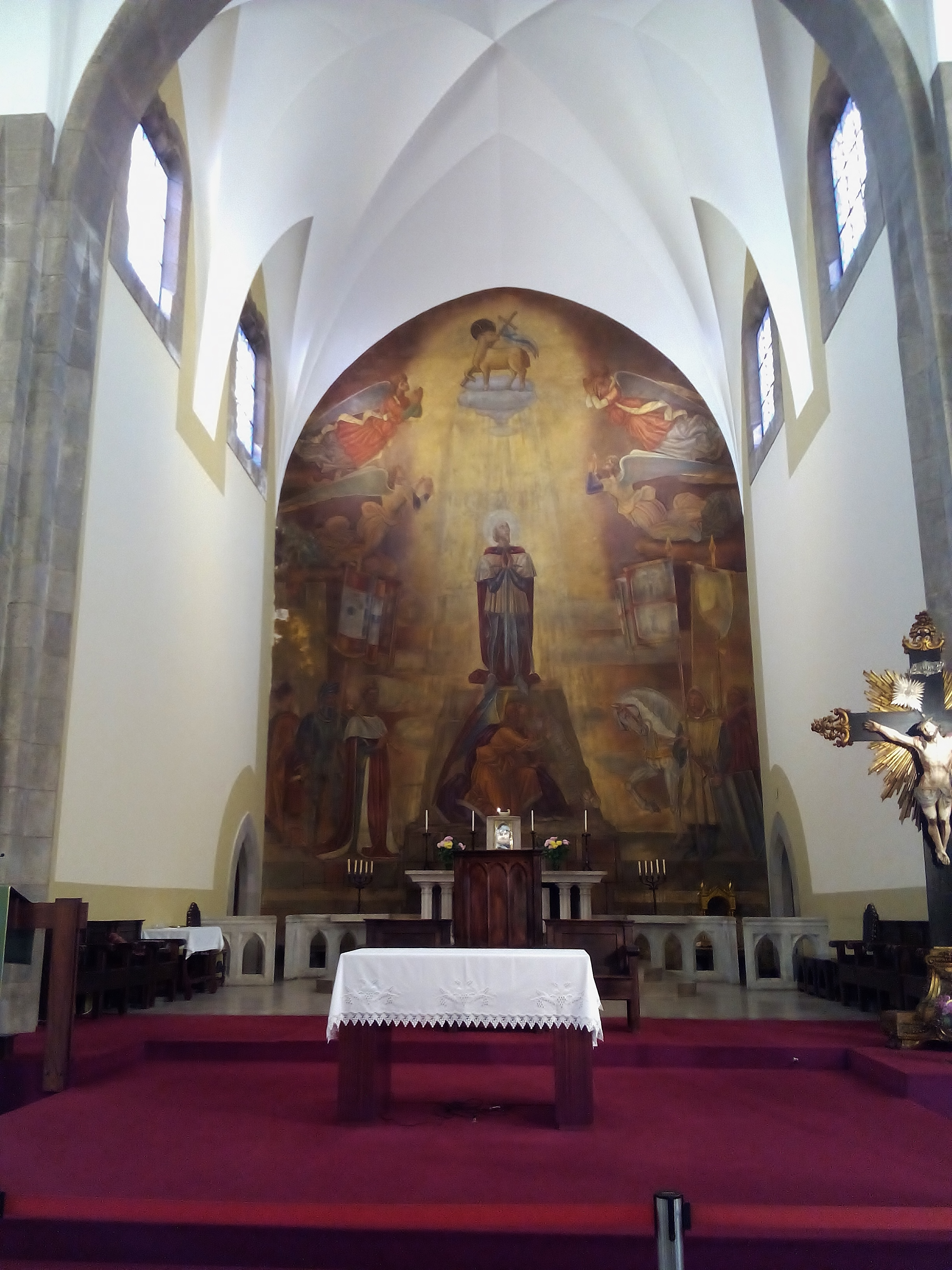
Altar da Igreja do Santo Condestável.

### Carreira profissional e artística
A sua principal profissão foi como arquitecto para o governo, função que manteve até à reforma. Com cerca de trinta anos, trabalhou na decoração do salão nobre do Palácio de São Bento.
Também exerceu como pintor durante cerca de cinquenta anos, tendo o seu atelier na Tapada da Ajuda, onde guardou os seus trabalhos. Na década de 1940, foi responsável pelos vitrais da capela-mor e do baptistério da Igreja Matriz de Nossa Senhora da Encarnação, em Vila Real de Santo António. Também pintou os frescos no vestíbulo principal da Faculdade de Letras de Coimbra, e um painel para o anfiteatro principal da Estação Agronómica Nacional de Oeiras. Em conjunto com o seu colega Portela Júnior, elaborou o fresco para a Igreja do Santo Condestável, com a beatificação do Beato Nuno de Santa Maria. Distinguiu-se também como retratista, tendo a sua principal obra sido uma pintura do presidente Francisco da Costa Gomes, exposta no Palácio de Belém. Trabalhou igualmente em azulejaria, tendo elaborado os painéis para a Estação Ferroviária de General Torres, na Linha do Norte, durante as obras de modernização daquela interface. Foi responsável pelas obras de restauro dos azulejos na escadaria do Colégio dos Grilos, entre Julho de 1969 e Setembro de 1970, tendo reconstruído cinco painéis e completado outros numa área de cerca de 20 m².
Também exerceu como professor, tendo dado aulas de desenho.

### Falecimento
Joaquim da Costa Rebocho faleceu na cidade de Faro, em 2003. Deixou o seu espólio à Câmara Municipal de Vila Real de Santo António, doação que foi confirmada pela autarquia numa reunião de 3 de Fevereiro de 2007.

## Homenagens
Joaquim da Costa Rebocho foi homenageado com o grau de Cavaleiro na Ordem Militar de Sant'Iago da Espada em 16 de Agosto de 1957.